# 都城車站
都城車站（日语：〔〕／〔〕 Miyakonojō eki */?）是一位於日本宮崎縣都城市、隸屬於九州旅客鐵道（JR九州）的鐵路車站。都城車站是九州島東岸南北幹線日豐本線與地方支線吉都線的交會車站，也是都城市的主車站，因此行經此路線的各級列車皆會停站。除了客運業務外，都城車站也是日本貨物鐵道（JR貨物）的貨運車站之一，JR貨物在這裡設有都城線外貨運站（都城オフレールステーション，簡稱為都城ORS）。

## 車站構造
設有兩層高的水泥站房一座。

### 月台配置
設有側式月台1個、島式月台2個、共3面5線的配置；並設有多條留置線的，可容許夜間滯泊。
| 月台 | 路線      | 方向 | 目的地                                   |
| ---- | --------- | ---- | ---------------------------------------- |
| 1－3 | ■日豐本線 | 上行 | 南宮崎、宮崎、宮崎神宮、佐土原、延岡方向 |
| 1－3 | ■日豐本線 | 下行 | 西都城、鹿兒島中央方向                   |
| 4－5 | ■吉都線   | 下行 | 吉松、經■肥薩線往隼人方向                |

## 歷史
- 1913年10月8日：國有鐵道宫崎線由谷頭伸延至本站，開業[2]。
- 1922年9月27日：站房改建。
- 1923年1月14日：志布志線本站～末吉站開通[3]。

## 使用人數
2023年度的1日平均乘車人數為964人，而近年的1日平均乘車人數如下：
| 年度   | 1日平均 乘車人數 |
| ------ | ---------------- |
| 1995年 | 1,565            |
| 1996年 | 1,476            |
| 1997年 | 1,394            |
| 1998年 | 1,386            |
| 1999年 | 1,330            |
| 2000年 | 1,286            |
| 2001年 | 1,320            |
| 2002年 | 1,355            |
| 2003年 | 1,309            |
| 2004年 | 1,214            |
| 2005年 | 1,215            |
| 2006年 | 1,202            |
| 2007年 | 1,205            |
| 2008年 | 1,188            |
| 2009年 | 1,127            |
| 2010年 | 1,090            |
| 2011年 | 1,087            |
| 2012年 | 1,108            |
| 2013年 | 1,152            |
| 2014年 | 1,112            |
| 2015   | 1,094            |
| 2016   | 1,111            |
| 2017   | 1,083            |
| 2018   | 1,108            |
| 2019   | 1,087            |
| 2020   | 800              |
| 2021   | 799              |
| 2022   | 903              |
| 2023   | 964              |

## 相鄰車站
九州旅客鐵道
日豐本線
■特急「霧島」
南宮崎 - 都城 - 西都城（9號及12號）
清武 - 都城 - 西都城（其他）
三股 - 都城 - 西都城（2號）
■普通
三股－都城－西都城
吉都線
日向內－都城

## 都城線外貨運站
現時共設有3班前往鹿兒島貨物總站，以及4班由鹿兒島駛來的貨櫃車班次。本站雖然位處宮崎縣，但與另外三個同位於宮崎縣的貨物站（延岡站、南延岡站、佐土原站）不同，本站托運的貨櫃乃前往鹿兒島貨運總站。
往鹿兒島的行車時間統一為15分鐘，不過由鹿兒島開出的班次則有明顯差別，最快的一班只需要34分鐘，但其餘的則需要最少3小時，最長一班甚至需時5個半小時才能到達。

## 外部連結
- JR九州都城站 （页面存档备份，存于）

31°44′11″N 131°4′29″E / 31.73639°N 131.07472°E